# کتان قرمز
کتان قرمز (نام علمی: Linum grandiflorum) نام یک گونه از تیره کتانیان است.